# ゲヴォルク・サラジャン
ゲヴォルク・サラジャン（Գևորգ Վարդայի Սարաջյան, 1919年9月15日 - 1986年5月4日）は、ロシア出身のアルメニアの作曲家、ピアニスト、音楽教育者。

## 経歴
1919年、モスクワで生まれた。レニングラード音楽院のサマーリー・サフシンスキーのクラスでピアノを学び、1942年に卒業。
1944年よりエレバン音楽院の教師を務め、1964年にピアノ科主任に、1966年に教授になった。1974年にアルメニア・ソビエト社会主義共和国功労芸術労働者 (Заслуженный деятель искусств Армянской ССР) を授与されている。

## 作品

### ピアノ独奏曲
- かなしいうた[2] (Грустная песенка)